# 四乙烯基甲烷
四乙烯基甲烷是一种有机化合物，化学式为C9H12，其结构经气相电子衍射测得。。它可以戊二烯钠为原料，经多步反应，经三乙烯基甲烷、3,3-二乙烯基-4-戊烯-1-醇等中间体制得。